# Hanna Schygulla
Hanna Schygulla (polska Szyguła), född 25 december 1943 i Chorzów (tyska Königshütte) i Oberschlesien i Polen, är en tysk skådespelare och sångerska. 
Hanna Schygulla växte upp i München, dit hon kom med sin mor som flykting 1945. Tre år senare återförenades de med fadern som varit i krigsfångenskap. Hon studerade språk och teater och lärde känna filmmakaren Rainer Werner Fassbinder, i vars filmer hon kom att bli en av hans ledande stjärnor. Hon spelade ledande roller i nitton av hans filmer, bland dem Maria Brauns äktenskap och Lili Marleen. Hon var leading lady under den tyska filmens storhetstid på 1970-talet.
Hanna Schygulla flyttade 1981 till Paris och inledde en karriär som vissångerska. År 2014 flyttade hon tillbaka till Tyskland och bosatte sig i Berlin.

## Filmografi (urval)
- 1972 – Petra von Kants bittra tårar
- 1974 – Effi Briest
- 1979 – Den tredje generationen
- 1979 – Maria Brauns äktenskap
- 1980 – Berlin Alexanderplatz (TV-serie)
- 1981 – Lili Marleen
- 1991 – Död på nytt
- 2007 – Vid himlens utkant
- 2011 – Faust
- 2014 – The Quiet Roar